# Demiroluk (Tufanbeyli)
Demiroluk ist ein Ortsteil (Mahalle) im Landkreis Tufanbeyli der türkischen Provinz Adana mit 329 Einwohnern (Stand: Ende 2024). Im Jahr 2011 zählte der Ort 419 Einwohner.